# Milan Antal
| 1807 Slovakia   | 20 agosto 1971   |
| 3393 Štúr       | 28 novembre 1984 |
| 3730 Hurban     | 4 dicembre 1983  |
| 4573 Piešťany   | 5 ottobre 1986   |
| 5025 Mecisteus  | 5 ottobre 1986   |
| 6545 Leitus     | 5 ottobre 1986   |
| 7641 Cteatus    | 5 ottobre 1986   |
| 9543 Nitra      | 4 dicembre 1983  |
| 10293 Pribina   | 5 ottobre 1986   |
| 11014 Svätopluk | 23 agosto 1982   |
| 13916 Bernolák  | 23 agosto 1982   |
| 16435 Fándly    | 7 novembre 1988  |
| 19955 Hollý     | 28 novembre 1984 |
| 20991 Jánkollár | 28 novembre 1984 |
| 23444 Kukučín   | 5 ottobre 1986   |

Milan Antal (Zábřeh, 19 settembre 1935 – Piešťany, 2 novembre 1999) è stato un astronomo slovacco.
Il Minor Planet Center gli accredita le scoperte di diciassette asteroidi, effettuate tra il 1971 e il 1988, lavorando all'osservatorio astronomico di Skalnaté Pleso.
Gli è stato dedicato l'asteroide 6717 Antal.